# John Patton
John Patton často zvaný Big John Patton (12. července 1935 Kansas City, Missouri, USA – 19. března 2002 Montclair, New Jersey, USA) byl americký jazzový varhaník. Od roku 1954 hrál v kapele zpěváka Lloyda Price. Své první album nazvané Along Came John vydal v roce 1963 na značce Blue Note Records. Spolupracoval s řadou dalších hudebníků, mezi které patří John Zorn, Lou Donaldson, Red Holloway, Kenny Wollesen, Art Blakey nebo Johnny Griffin. Zemřel na komplikace z cukrovky a selhání ledvin ve svých šestašedesáti letech.